# Uncharted 4: el desenlace del ladrón
Uncharted 4: el desenlace del ladrón (en inglés Uncharted 4: A Thief's End) es un videojuego de acción y aventura de disparos en tercera persona desarrollado por Naughty Dog y publicado por Sony Computer Entertainment. Es la cuarta entrada principal de la serie Uncharted. Ambientado varios años después de los eventos de Uncharted 3: Drake's Deception, los jugadores controlan a Nathan Drake, un ex cazador de tesoros convencido de salir del retiro por su hermano Samuel, presuntamente muerto. Con el socio de toda la vida de Nathan, Victor Sullivan, buscan pistas sobre la ubicación del tesoro perdido de Henry Avery. A Thief's End se juega desde una perspectiva en tercera persona e incorpora elementos de plataformas. Los jugadores resuelven acertijos y usan armas de fuego, combate cuerpo a cuerpo y sigilo para combatir a los enemigos. En el modo multijugador en línea, hasta diez jugadores participan en modos cooperativo y competitivo.
El desarrollo de Uncharted 4 comenzó en 2011, poco después del lanzamiento de Uncharted 3. Fue dirigido por la directora creativa Amy Hennig y el director del juego Justin Richmond. El desarrollo se vio obstaculizado en 2014 debido a la salida de Hennig y Richmond de Naughty Dog; fueron reemplazados por Neil Druckmann y Bruce Straley. El equipo buscó incorporar elementos de juego de mundo abierto, con niveles más grandes para fomentar la exploración y el combate libres. La relación entre Nathan y Elena era central y Naughty Dog intentó humanizarlos más que en juegos anteriores. A Thief's End se lanzó en mayo de 2016 para PlayStation 4. Fue el primer juego de Naughty Dog desarrollado específicamente para PlayStation 4. El equipo aprovechó el hardware para procesar entornos dinámicos más grandes.
Tras su anuncio en noviembre de 2013, El Desenlace del Ladrón fue ampliamente esperado. El juego fue aclamado por los críticos, quienes elogiaron su jugabilidad, narrativa, profundidad emocional, imágenes y modo multijugador, y varios críticos encontraron que el juego era una conclusión digna para la historia de Nathan. Considerado uno de los mejores videojuegos jamás creados, ganó elogios de fin de año, incluidos premios al Juego del Año de varias publicaciones de juegos, críticos y ceremonias de premiación. Con más de 18 millones de copias vendidas, es el juego de Uncharted más vendido y uno de los juegos de PlayStation 4 más vendidos. En 2017 se lanzó una expansión independiente, Uncharted: The Lost Legacy. Una versión remasterizada, junto con The Lost Legacy como parte de Uncharted: Legacy of Thieves Collection, se lanzó en enero de 2022 para PlayStation 5 y en octubre de 2022 para Windows.

## Sinopsis
Cronológicamente el juego toma lugar alrededor del año 2014, alrededor de tres años después de Uncharted 3: La traición de Drake. El retirado cazafortunas Nathan Drake vive felizmente su vida junto con su esposa Elena Fisher, pero todo se derrumba cuando aparece su hermano Sam, que Nathan pensaba que había muerto. Sam necesita su ayuda para desenmascarar una conspiración histórica del famoso pirata aventurero Henry Avery y su legendario tesoro. Además, no son los únicos que buscan el tesoro, ya que Rafe Adler, multimillonario y exsocio de los hermanos Drake mientras estuvieron en una prisión, está buscándolo también, con la ayuda de Nadine Ross, líder de la red de mercenarios Shoreline. Debido a que Nathan se siente culpable por haber dado por muerto a su hermano en el pasado, decide volver al mundo de los cazatesoros. Durante el viaje, Drake irá por suburbios y zonas cubiertas de nieve, pero la localización principal será Libertalia, una ciudad perdida en Madagascar.
Naughty Dog lo ha calificado como "su mayor aventura hasta el momento, la cual pondrá a prueba los límites de su capacidad física, su determinación, y le hará decidir cuánto está dispuesto a sacrificar para salvar a sus seres queridos".

## Argumento
En medio de una tormenta, Nathan Drake conduce una lancha en el mar junto a su hermano, Samuel Drake, mientras son perseguidos por un grupo de mercenarios, pero sus intentos por escapar son en vano y su lancha es embestida por un barco. Tras esto, la historia retrocede a la preadolescencia de Nathan, cuando vivía en un orfanato católico, mostrando que su verdadero apellido es Morgan y no Drake. Esa misma noche, Nathan es castigado por un altercado con otro niño. Después del regaño de la hermana Catherine se queda solo en la habitación, hasta que aparece su hermano mayor Sam en la azotea de uno de los edificios del orfanato y le hace señales con una linterna. Por lo tanto, Nathan sale por la ventana, se reúne con Sam y escapan del orfanato. Pero este le dice a Nathan que debe salir de la ciudad por un trabajo temporal donde puede ganar dinero, diciéndole a Nathan que ya sabe dónde están las pertenencias de su madre (luego de que fueran vendidas por su padre, quien los había abandonado en el orfanato cuando su madre murió) y que hará todo lo posible por regresar.
Años después, ambos están buscando pistas sobre el tesoro perdido del legendario pirata Henry Avery. Con la ayuda de un guardia corrupto llamado Vargas, ambos se infiltran en una prisión de Panamá. Dentro se alían con Rafe Adler, un millonario que también llegó a la prisión. Dentro, Nate tiene una pelea con Gustavo, un prisionero mexicano. Nate, Sam y Rafe buscan pistas del primer oficial de Avery, Joseph Burnes, quien fue colgado en una zona aledaña de la prisión. Nate encuentra la celda del primer oficial y recupera una cruz de san Dimas, que le indica la siguiente ubicación del tesoro. Sin embargo, Nathan le miente a Vargas diciéndole que no ha encontrado nada. Se reúne con Sam y Rafe para examinar la cruz. Los tres suponen que, probablemente, el tesoro está en Escocia, ya que la cruz es de San Dimas, y en ese país existe una catedral dedicada a este santo, y deciden escapar. Pero un altercado con Gustavo y algunos de sus amigos les dificulta el escape. Vargas aparece y lleva a los tres a su oficina. Vargas se da cuenta de que lo han engañado e intenta negociar con ellos para obtener una parte de las ganancias, pero Rafe lo apuñala luego de "cerrar" el trato y los tres se ven forzados a huir. Lamentablemente, Sam es alcanzado por disparos cerca de la salida, pero Nate y Rafe logran escapar.
Algunos años después, Nathan deja a un lado sus aventuras como cazatesoros. Ahora lleva una vida normal, trabajando para una compañía de salvamento marítimo y viviendo con su esposa Elena. Una noche, en su oficina, recibe una visita inesperada: su hermano Sam. Este le explica que los médicos lo salvaron de sus graves heridas esa vez, pero las autoridades panameñas lo mantuvieron en prisión después de la muerte de Vargas. Sam sostiene una conversación sobre las aventuras de Nathan durante su ausencia. Pero después de escucharlo, este le cuenta sus problemas. Al parecer, su último compañero de celda fue el líder de un cartel panameño, llamado Héctor Alcázar. Un año antes, el ejército del cartel atacó la prisión y ayudó a Alcázar y Sam a escapar. El problema es que Sam siempre le contaba detalles sobre el tesoro de Henry Avery. Ahora Alcázar quiere una parte de ese tesoro y amenaza con matarlo si no encuentra el tesoro en un plazo de tres meses. Por lo tanto, Sam solicita la ayuda de su hermano para encontrar el tesoro antes de que se cumpla el plazo. Aunque Nathan se niega al principio, se compadece de su hermano y le ayuda. Nathan le informa a Sam que Rafe sigue buscando el tesoro. Para que su esposa no sospeche, le dice que está realizando un trabajo especial en Malasia por orden de su jefe.
Ahora Nathan y Sam viajan a la Hacienda Rossi, en Italia, para reunirse con Victor Sullivan. Allí será subastada una segunda cruz de san Dimas, ya Sam descubrió que Henry Avery hizo más de una cruz, ya que la primera no mostraba demasiadas pistas, y tenía un gran hueco como si fuese abierta de un golpe. Tras infiltrarse en el edificio, el trío nota que la cruz está a punto de ser vendida al mejor postor. Como no pueden robarla del modo en que lo planearon, optan por desactivar la electricidad del edificio. Sully se encuentra con Nadine Ross, quien es la líder de una red de mercenarios llamada Shoreline; luego lo sorprende Rafe, quien llega buscando la cruz y revela que se unió con Nadine para encontrar el tesoro. Mientras Sully gana tiempo compitiendo contra Rafe en la subasta, Nathan logra infiltrarse en las instalaciones de mantenimiento y desactiva la electricidad. Sully y Sam toman la cruz y salen desapercibidos de la subasta. Mientras tanto, Nathan se las arregla para evadir a los guardias, quienes se mantienen alerta para encontrarlos. Pero se encuentra con Nadine Ross y se enfrenta a ella en un combate mano a mano. Durante el duro combate, Nadine arroja a Nate por la ventana, pero afortunadamente sobrevive y escapa con los demás. El trío examina la cruz y encuentran otra pista que los llevará a Escocia, a la catedral de San Dimas. Según los escritos apócrifos, Dimas fue uno de los malhechores al que Jesús le dijo: "Estarás conmigo en el Paraíso." En ese momento, Victor y Sam aconsejan a Nathan para que no continúe con el viaje y vuelva con su esposa. Pero él vuelve a mentirle y se embarcan en la búsqueda del tesoro.
Una vez en Escocia, los hermanos Drake se encuentran con los mercenarios de Shoreline, lo que significa que Rafe y Nadine también están allí. Aun así, logran llegar a la catedral y encuentran un pasaje subterráneo en la supuesta tumba de Henry Avery. Una vez que resuelven los acertijos de las catacumbas, los Drake se dan cuenta de que el tesoro no está. Solo obtienen otra pista del tesoro a través de un mapa holográfico, que los conduce a la isla de Madagascar. El descubrimiento es interrumpido cuando Nadine y su ejército capturan a los Drake pero, afortunadamente, logran escapar con Victor. Sin embargo, una vez en Madagascar, Nate le miente nuevamente a Elena diciéndole que el trabajo de Malasia tardara más de los esperado. Aunque ella se preocupa un poco, Nathan la convence para que no vaya hasta donde él está.
Ahora el trío se dirige al volcán inactivo de Kings Bay. El problema es que Shoreline va un paso adelante. Allí encuentran un mapa simbólico que revela varias locaciones posibles de donde se encuentra el tesoro. Las localizaciones son doce torres en todo Madagascar. También descubren que Henry Avery, Thomas Tew, y otros diez piratas almacenaron todos sus tesoros en un solo lugar, por lo que el tesoro podría ser mucho más grande de lo que creen. Así que Sam, Nate y Sully deciden separarse y buscar pistas en diferentes torres. Nathan y Sully van a una torre cerca a un mercado, al entrar, descubren un gigante reloj que llevaba tiempo sin funcionar. Al resolver el acertijo del reloj que implicaba hacer sonar todas las campanas en determinado orden, este se destruye totalmente, revelando la entrada a un cuarto con un acertijo final, lo que resulta que la torre a la que fueron es la correcta. Una vez que resuelven el acertijo, descubren su próximo destino. El problema es que Rafe ha intervenido sus teléfonos y ya sabe dónde están. Le ofrece a Nate la oportunidad de dejarlo todo e irse, pero él rechaza la oferta. Por lo tanto, al ver que Sam está en peligro, Nate y Sully se enfrentan a los mercenarios de Shoreline y logran rescatarlo. De vuelta al hotel, los Drake le explican a Sully que las pistas del tesoro apuntan a Libertalia, una colonia pirata de la cual Avery y los demás capitanes parecen ser los dueños y fundadores. Para su sorpresa, Nate entra en la habitación y encuentra a su esposa Elena. Al ver que descubre la verdad, ya no puede mentirle y decide contarle todo. Pero Elena discute con él por haberle mentido y no mencionarle nada sobre Sam. Ella se va, dejando que su esposo haga lo que debe. Sam y Sully intenta convencerlo para que vaya con su esposa y vuelva a casa, pero él insiste en continuar y le pide a Sully que cuide de Elena mientras va con Sam a Libertalia.
Una vez que llegan a la isla para seguir explorando, Nate y Sam encuentran la estatua de Henry Avery, la cual revela la ubicación de otra isla contigua sin explorar. Pero los mercenarios de Shoreline llegan adonde están. En ese momento, los protagonistas se encuentran al comienzo de la historia, donde son perseguidos por los mercenarios en medio de la tormenta. Su lancha es embestida por un barco y Nate queda inconsciente. Nathan despierta, pero descubre que su hermano ha desaparecido. Sin embargo, Sam le hace señas con la linterna para que sepa que está bien, por lo que Nate decide continuar. Durante el recorrido, los hermanos Drake se reencuentran y sostienen una discusión sobre si deben continuar con la búsqueda del tesoro o no. Pero más pistas los llevan a seguir adelante, hasta que finalmente encuentran la colonia de Libertalia. Al explorar las casas y los edificios del lugar, descubren que hubo una gran batalla en la ciudad, y que donde debería estar el tesoro, no hay nada, como si se lo hubiesen llevado. En ese momento ven un mapa local que les muestra el posible camino al tesoro. Pero durante el recorrido, son atacados por los mercenarios. Después, Nathan y Sam luchan contra Nadine hasta que Rafe llega con sus hombres. Sam toma a Nadine de rehén. Rafe lo provoca para que le dispare, pero al momento en el que Sam jala del gatillo, Nate lo evita y ambos se rinden. Así que Nate intenta hacer un trato con Rafe. Lo ayudará a encontrar el tesoro a cambio de dejar libre a Sam para poder cumplir el plazo de Alcázar. Pero Rafe le revela la verdad: Alcázar murió en un tiroteo en Argentina 6 meses atrás y nunca escapó de la cárcel con Sam. Él nunca dejó de buscar el tesoro desde que escaparon de Panamá. Descubrió que Sam estaba vivo y lo liberó de la cárcel sobornando a los policías para que lo ayudara a encontrarlo. Aun así, Nathan intenta convencerlo para ayudarlo a encontrar el tesoro. Pero Rafe apunta a Nate, dándole a entender que no lo necesita, solo a Sam, quien se interpone y Rafe lo hiere en el brazo, pero Nate cae al precipicio, quedando inconsciente. En ese momento, su esposa Elena llega para ayudarlo.
Nuevamente, la historia retrocede a la preadolescencia de Nathan, cuando escapó con su hermano del orfanato en busca de las cosas de su madre. Él y su hermano se dirigen a buscar las pertenencias de su madre a una gigantesca casa, llena de valiosos artefactos arqueológicos de civilizaciones antiguas. Al encontrar el diario y las cosas de su madre, los descubre la anciana que vive en la casa, llamada Evelyn, quien los apunta con un revólver, revelando que había llamado a la policía. Pero al darse cuenta de que son los hijos de Cassandra Morgan, les da el diario y les cuenta que su madre y ella fueron historiadoras, que hicieron grandes descubrimientos juntas, y formulando también teorías sobre la posible descendencia de Sir Francis Drake, pero todo acabó luego de la repentina muerte de Cassandra. Pero al momento de dialogar con la policía por el malentendido, Evelyn fallece de repente de un infarto, por lo que Nathan y Sam se ven obligados a escapar de la policía. Al descubrir que su madre era historiadora y creía que Sir Francis Drake tenía herederos, ellos adoptan el apellido Drake a partir de ese entonces para proteger su identidad de la policía. En ese momento se descubre que la madre de los protagonistas fue la que encontró la carta de Joseph Burnes que aparece al principio del juego y ellos deciden seguir sus pistas, lo que lleva a descubrir la vocación de Nate como cazatesoros.
De regreso al presente, Nate le cuenta a Elena la verdad y le menciona como fue que él y su hermano comenzaron sus aventuras desde pequeños. Por lo tanto, Elena y Sully deciden ayudarlo a rescatar a Sam. Durante el transcurso de la búsqueda, Nathan intenta recuperar su relación con Elena. El problema es que los mercenarios de Shoreline vigilan toda la zona de la jungla, por lo que Nathan y Elena deben enfrentarlos. A medida que van descubriendo más detalles de lo que pasó en Libertalia, logran rescatar a Sam. Paralelamente, Nate va encontrando cartas del nieto de Burnes, Jonathan, y su tripulación, y se ve cómo ellos en su momento intentaron descubrir sin éxito ese mismo tesoro. Burnes había encontrado la primera cruz de San Dimas y le había sacado la carta en su interior, lo que a su vez fue convenciendo a Nate que hay una gran posibilidad de que exista el tan ansiado tesoro.
En un determinado momento de la búsqueda, descubren que el tesoro podría haber sido trasladado a New Devon, una región donde vivían los capitanes piratas en sus mansiones, por lo que Nate y Elena deben ir sorteando las trampas que Avery dejó, tanto en su casa como en las catacumbas ocultas. Allí es donde descubren un cementerio de barcos, que Avery creó para despistar. El problema es que se encuentra rodeados de soldados de Shoreline, por lo que deben enfrentarlos.
Aunque los demás tienen planeado irse, Sam quiere encontrar el tesoro. Encuentra un mapa que señala el punto exacto de la isla donde podría estar el tesoro, e intenta convencer a Nathan de que aún queda oportunidad de encontrarlo antes que Rafe. Al parecer, el tesoro se encuentra debajo de la montaña más alta de la isla, en New Devon. Sin embargo, Nathan intenta razonar con él, diciéndole que ya no son niños y no tienen nada que probar. Sam acepta a regañadientes y se dirigen al avión con el resto. Al intentar regresar, Sam se arrepiente, se separa del resto y decide buscar el tesoro por su cuenta. Los demás deciden buscarlo y traerlo de vuelta, pero Elena y Sully no consiguen continuar, dejando que Nathan busque a su hermano. Éste se adentra en la cueva de la montaña. En un muelle, Nadine y dos mercenarios están cargando unos cajones con oro, y Rafe llega diciendo que deben ir al barco, Nadine le revela que perdió muchos hombres y que prefiere volver con lo que tiene que quedarse a morir. Rafe le dice que no llegaron hasta ahí para irse con tan poco tesoro, por lo que la abofetea para intentar hacerla entrar en razón; Nadine, enojada, lo golpea y lo intenta matar, pero uno de los mercenarios la amenaza con un arma, revelando que Rafe les prometió dinero para que se pusieran de su lado y que controlaran a su propia jefa, por si dimite. Después de esto, los cuatro se dirigen al barco de Avery. Nate decide nadar hasta el barco, pero poco después ocurre una explosión en el navío. Se infiltra en el barco y encuentra a los dos mercenarios muertos, y finalmente el inmenso tesoro de Avery, revelando que de verdad estaba ahí. Nate entra en la sala principal y ve que su hermano se encuentra inconsciente. Nate se rinde al encontrarse con Rafe, quien le ordena a Nadine quitarle el arma. Pero Nadine le quita el arma a Rafe, traicionándolo, y se va con los dos cajones del tesoro que encontró anteriormente, no sin antes encerrarlos. Nate se da cuenta de que hay un par de esqueletos con espadas clavadas: eran Henry Avery y Thomas Tew, que se mataron el uno al otro para intentar quedarse con el tesoro. En ese momento Rafe enloquece, toma la espada de Tew y reta a Nate a un duelo a muerte, no sin antes revelarle que la única razón por la que quería el tesoro era para ser conocido, ya que tenía envidia de Drake.
Nathan toma la espada de Avery y pelea con Rafe. Rafe le quita la espada a Nate y está a punto de matar a Nate; Sam, retomando el conocimiento, le da la espada a Nathan y este logra esquivar los ataques de Rafe. Sin embargo, Rafe destruye su espada, pero justo antes de ser ejecutado, Nate corta una soga con lo que quedaba de su espada, provocando que una red con pesados cargamentos de oro caiga sobre Rafe, matándolo en el acto. Aunque el barco empieza a explotar por la pólvora y la montaña se derrumba, los Drake logran salir y escapan de la isla con Elena y Sully.
De regreso al puerto de Madagascar, Nathan y Elena se despiden de Sam y Sully para volver a casa. Mientras tanto, Sam y Sully deciden asociarse para comenzar a trabajar juntos. De vuelta en casa, Nate está en su oficina trabajando y su jefe le dice que está vendiendo la empresa. Para su sorpresa, ahora Nate es el nuevo propietario de la compañía de salvamento. Nate cree que su jefe está bromeando, pero Elena aparece esa misma tarde y le explica que compró la compañía con el oro que Sam le dio cuando lo obtuvo de Libertalia. Aunque Nate empieza a dudar de sus intenciones, Elena le confiesa que quiere vivir una vida de aventuras con él y eso les da sentido a sus vidas. En conclusión, ambos deciden comenzar con su primera expedición en Malasia, el trabajo que Nate nunca llegó a realizar. Por otra parte, Sam da a entender que, junto con Sully, intentarán recuperar lo que queda del tesoro del barco hundido.
En el epílogo, una joven adolescente aparece en la escena final buscando a sus padres mientras recorre la casa donde vive. Se trata de Cassie Drake, la hija de Nathan y Elena. Como no encuentra a sus padres, decide ir al estudio de la casa de al lado. Allí se da cuenta de que su padre dejó las llaves del armario. Cassie revisa todas las reliquias que sus padres han coleccionado con el paso de los años, entre ellas la moneda encontrada en Uncharted: El tesoro de Drake, un poco de resina del Árbol de la Vida de Uncharted 2, el artefacto que funcionaba con el anillo en Uncharted 3: La traición de Drake y una moneda del tesoro de Avery. Hasta que sus padres llegan y les dice lo obvio. Aunque Nathan duda si su hija está preparada para escuchar sus aventuras, Elena toma la iniciativa y ambos deciden contarle su historia a Cassie.

## Travesía
El juego comienza en una isla al noroeste de Madagascar donde Nathan y Sam Drake huyen de una persecución en bote. Luego se muestra una escena que transcurre alrededor de 1988, en el orfanato San Francis ubicado en la ciudad de Boston, Massachussetts, lugar del que Nate escapa con su hermano mayor Sam. Alrededor de 1999 Nathan se encuentra en una cárcel panameña con su hermano, quien después de un intento de fuga, lo ve supuestamente morir.
Alrededor de 2014, Nathan casado con Elena Fisher vive en Nueva Orleans, pero su hermano muerto aparece y le cuenta como sobrevivió y escapó de la cárcel de Panamá quince años después. Sam tiene un plazo de tres meses para encontrar el tesoro de Henry Avery y darle una parte a Héctor Alcázar, un conocido narcotraficante y líder de un cartel panameño. Para conseguirlo, ambos viajan a Italia, Escocia y finalmente Madagascar.
El epílogo del juego trascurre entre 2025 y 2028, donde Cassie Drake, la hija de Nathan y Elena, vive con sus padres en las playas del Yucatán, México.

## Capítulos
- Prólogo (Desarrollo: Madagascar )
- Capítulo 1: La llamada de la aventura (Desarrollo: Estados Unidos )
- Capítulo 2: Un lugar infernal (Desarrollo: Panamá )
- Capítulo 3: El trabajo en Malasia (Desarrollo: Estados Unidos )
- Capítulo 4: Una vida normal (Desarrollo: Estados Unidos )
- Capítulo 5: Héctor Alcázar (Desarrollo: Panamá )
- Capítulo 6: Si fuiste ladrón (Desarrollo: Italia )
- Capítulo 7: Hágase la oscuridad (Desarrollo: Italia )
- Capítulo 8: La tumba de Henry Avery (Desarrollo: Escocia )
- Capítulo 9: Aquellos que sean dignos (Desarrollo: Escocia )
- Capítulo 10: Las doce torres (Desarrollo: Madagascar )
- Capítulo 11: Oculto a simple vista (Desarrollo: Madagascar )
- Capítulo 12: En alta mar (Desarrollo: Madagascar )
- Capítulo 13: Varados (Desarrollo: Madagascar )
- Capítulo 14: Ven conmigo al paraíso (Desarrollo: Madagascar )
- Capítulo 15: Los ladrones de Libertalia (Desarrollo: Madagascar )
- Capítulo 16: Los hermanos Drake (Desarrollo: Estados Unidos )
- Capítulo 17: En las buenas y en las malas (Desarrollo: Madagascar )
- Capítulo 18: Nueva Devon (Desarrollo: Madagascar )
- Capítulo 19: La caída de Avery (Desarrollo: Madagascar )
- Capítulo 20: Sin escapatoria (Desarrollo: Madagascar )
- Capítulo 21: El guardián de mi hermano (Desarrollo: Madagascar )
- Capítulo 22: El final de un ladrón (Desarrollo: Madagascar )
- Epílogo (Desarrollo: México )

## Personajes
- Nathan "Nate" Drake. Es el cazatesoros y protagonista de la saga Uncharted por excelencia. En su juventud, Nathan estuvo ganándose la vida en el mundo de los ladrones y vivió muchas aventuras junto a su mentor, Victor Sullivan. Ahora que está retirado, Nathan lleva una vida normal, trabajando para una compañía de salvamento marítimo mientras vive con su esposa Elena, hasta que aparece su hermano Sam. Nathan creyó que su hermano había muerto en una prisión panameña pero al verlo decide ayudarlo con su problema: buscar el tesoro perdido del capitán Henry Avery para salvarle la vida. El doblaje en inglés de Nathan está a cargo de Nolan North.
- Samuel "Sam" Drake. Es el hermano mayor de Nathan. Sam estuvo en una prisión de Panamá durante 15 años. Durante el tiempo en que estuvieron juntos, Sam siempre cuidó de Nate hasta que fue herido de gravedad en un intento de fuga. Sam permaneció en prisión hasta que, con ayuda de un señor del crimen, logró salir. Ahora Sam solicita la ayuda de su hermano para encontrar el tesoro perdido de Henry Avery y, así, "salvar su vida". El doblaje en inglés de Sam está a cargo de Troy Baker.
- Victor "Sully" Sullivan. Es un famoso cazatesoros estadounidense, hombre de negocios y, a la vez, mentor de Nathan. Rompe contacto con Nathan cuando este se casa con Elena. Pero regresa a ayudarlo cuando se embarcan en la búsqueda del tesoro perdido. El doblaje en inglés de Victor está a cargo de Richard McGonagle.
- Elena Fisher. Es una periodista estadounidense y la esposa de Nathan. El doblaje en inglés de Elena está a cargo de Emily Rose.
- Rafael "Rafe" Adler. Es el principal antagonista de la historia. Rafe estuvo con los hermanos Drake en la misma prisión panameña de la cual solo él y Nathan lograron escapar. Al igual que Nathan y Sam, busca desesperadamente el tesoro de Henry Avery. El doblaje en inglés de Rafe está a cargo de Warren Kole.
- Nadine Ross.[3] Antagonista secundaria. Es una mujer sudafricana y líder de la red de mercenarios Shoreline. Trabaja con Rafe en la búsqueda del tesoro de Henry Avery. El doblaje en inglés de Nadine está a cargo de Laura Bailey.

### Personajes secundarios
- Vargas: El corrupto alcaide de una siniestra prisión panameña en la que se infiltraron Nate, Sam y Rafe hace 15 años, durante su investigación del tesoro en Panamá. El pide parte del tesoro. Es asesinado por Rafe con un cuchillo. Es interpretado por Hemky Madera.
- Orca: Es un mercenario miembro de Shoreline, uno de los lugartenientes de Nadine. El aparece en dos ocasiones cuando captura a Sam y Nathan. Y cuando sacan el tesoro de la isla, el y otro lugarteniente son sobornados por Rafe. Aparece tanto en el modo multijugador como en el modo supervivencia.
- Knot: Es otro de los lugartenientes de Shoreline. Aparece en tres ocasiones cuando informa a Nadine sobre las últimas excavaciones, cuando Nate y Sam son capturados por Shoreline y cuando sacan el tesoro del barco de Avery, el al igual que Orca son sobornados por Rafe. El aparece en el modo multijugador y en el modo supervivencia.

- Héctor Alcázar: Narcotraficante panameño que aparece en un recuerdo, donde se lo puede ver ayudando a Sam a escapar de la prisión. Cerca del final de la historia, Rafe desvela que fue él quien liberó a Sam, ya que Alcázar había muerto en un tiroteo en Argentina seis meses atrás.
- Padre Ryan Duffy: Es el director del orfanato Sir Francis, donde se crían Nathan y Sam. Aparece discutiendo con una de las monjas del orfanato.
- Gustavo: Es un delincuente panameño, que a cabo prisionero en la cárcel de Panamá. Es un prisionero que odia a Nate y acaban peleándose. Es un buen combatiente. Es posible su muerte ya que Vargas la golpea tres veces dejándole KO.
- Hermana Catherine: Es una de las monjas del orfanato Sir Francis. Es la que castiga a Nathan por lo de la pelea con otro chico y se preocupa por su comportamiento diciendo que está como su hermano Sam cuando estaba en el orfanato.
- Evelyn: Es una antigua historiadora británica, amiga de la madre de Sam y Nate. Ella compró el diario en otra subasta junto con otras cosas. Al final muere por una ataque al corazón, justo cuando viene la policía a detener a los hermanos Drake, pero al final escapan.
- Jameson: Es el director de la compañía de salvamento marítimo en la que trabaja ahora Drake. Se jubila casi al final del juego. Dejando al negocio en manos a Nate.
- Cassie Drake: Es la hija de Nate y Elena. Nació en algún momento después de los eventos del capítulo 22. Aparece como personaje jugable en el epílogo, en el cual, se muestra que ella tiene un gusto por las aventuras y la exploración como sus padres. Se ve que tiene una buena relación con su tío, Sam Drake.

## Desarrollo
El 14 de noviembre de 2013, Naughty Dog reveló el teaser tráiler del nuevo Uncharted, añadiendo que sería un juego exclusivo de PlayStation 4. El tráiler presenta una narrativa por Todd Stashwick, quien representaría a Sam, el hermano mayor de Nathan. El tráiler muestra un antiguo mapa del continente africano mientras se escucha la voz del narrador. El mapa se detienes en Madagascar, y la Isla Santa María está marcada, que era parte de la ruta de Francis Drake. Una oración en latín se visualiza junto a un dibujo de una calavera: Hodie mecum eris in paradiso (que se traduce como “Estarás conmigo en el paraíso”), una cita del Evangelio de Lucas 23:43.
En marzo de 2014 se anunció que Amy Hennig, escritora y directora creativa de la serie, y Justin Richmond, director de Uncharted 3: La Decepción de Drake y Uncharted 4: El Desenlace de un Ladrón en su momento, estarían fuera del estudio, uniéndose a Visceral Games y Riot Games, respectivamente. En abril de 2014, Todd Stashwick, quien protagonizó la voz narradora en el teaser y que se suponía que debía interpretar a Sam en el juego, no estará disponible.
En junio de 2014, Evan Wells, copresidente de Naughty Dog, reveló que los directores de The Last of Us, Neil Druckmann y Bruce Straley, tomarían el proyecto, reemplazando a Amy Hening. Como resultado, muchos elementos de la historia y ocho meses de grabación fueron descartados. En la conferencia del E3 de junio de 2014, se mostró la demo del juego, cuyo título era Uncharted 4: El Final de un Ladrón. El 6 de diciembre del 2014, se mostró otro gameplay en la Playstation Experience. Troy Baker confirmó posteriormente por vía Twitter que él se encargaría de dar vida a Sam, el hermano mayor de Drake.
El 16 de junio de 2015, una nueva demo fue expuesta ante el público al final de la conferencia de Sony del E3. Esta nueva demo mostró un entorno mucho mayor, nuevos movimientos de combate y un tráiler extendido del regreso del mentor de Drake, Victor Sullivan. También se confirmó posteriormente el regreso de la esposa de Nathan, Elena Fisher. El 8 de julio del mismo año, se anunció que Robin Atkin Downs estaría involucrado en el juego. Mientras que Naughty Dog originalmente había fijado los 60 Fps para el juego entero, ahora sin embargo, se cree que esto solo estará disponible en el modo multijugador. En el modo campaña únicamente el juego alcanzaría los 30 Fps. Naughty Dog había mencionado previamente que el juego tenía serias dificultades para alcanzar los 60 Fps, y expresó que no pondrán en riesgo la experiencia del juego por este factor. El 17 de abril de 2016 se reveló lo que serían los nombres de los capítulos, confirmando 20 capítulos para la aventura. Posteriormente se confirmó que la lista revelada era falsa.

## Lanzamiento

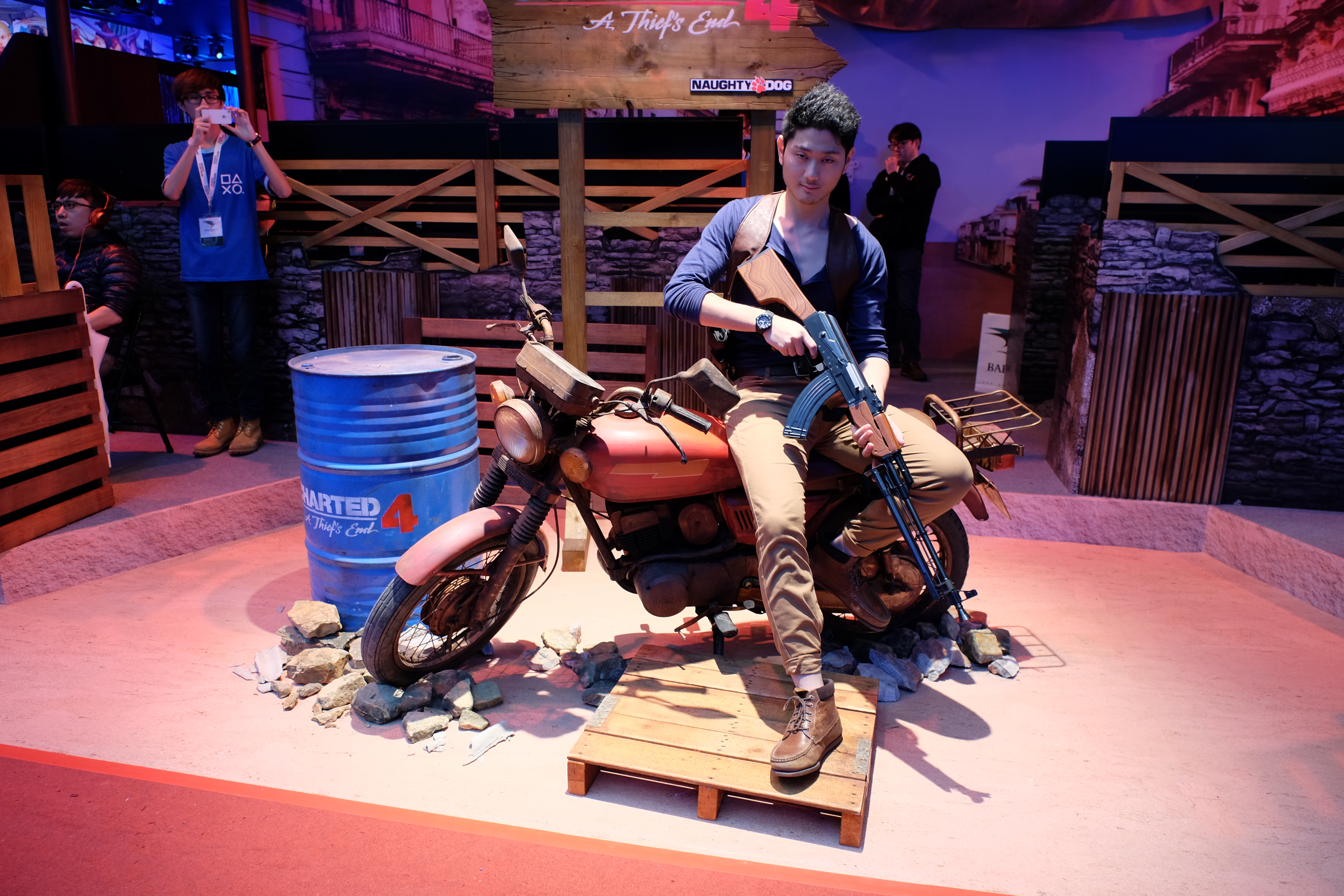
Promoción de Uncharted 4: El desenlace del ladrón en el Taipei Game Show Day de 2016.

El juego debía originalmente salir en 2015. El 11 de septiembre de 2015, Naughty Dog confirmó que Uncharted 4 sería atrasado para principios de 2016 para permitir mayor tiempo de desarrollo. El 4 de julio de 2015, fue anunciada Uncharted: The Nathan Drake Collection, que es la versión remasterizada de las primeras tres entregas para PlayStation 4. Jugadores que compren esta colección ganarán acceso a la beta de Uncharted 4. Saldrá el 9 de octubre de 2015 en Norteamérica. Uncharted 4 saldrá para la consola PlayStation 4 el 10 de mayo de 2016 a escala mundial.
El 31 de agosto de 2015, una edición especial, Libertalia Collector's Edition y Digital Deluxe Edition fue anunciada por Sony que incluye varios artículos de juego y otros extras. El primer contenido descargable de un jugador también fue anunciado ese día. Naughty Dog añadió que decidieron desarrollar este add-on para Uncharted 4 porque había dado buen resultado en su entrega anterior, The Last of Us. Un libro de arte del juego, llamado The Art of Uncharted 4: A Thief’s End, fue lanzado en el primer trimestre de 2016.
El 10 de marzo de 2016, es anunciado que con motivo del lanzamiento de Uncharted 4: El desenlace del Ladrón, y la celebración del 20 aniversario de Sony PlayStation, Nathan Drake formará parte de las fallas de Valencia, en España. Concretamente de la falla Almirante Cadarso, una de las más importantes de la ciudad de Valencia. Una figura de 4 metros de altura que ardía pocos días después del anuncio.
Una versión remasterizada de Uncharted 4 para PlayStation 5 fue lanzada el 28 de enero de 2022. Esta edición incluye gráficos mejorados, opciones para seleccionar entre modos con resolución 4K o rendimiento a 60 cuadros por segundo, cargas de pantallas rápidas y soporte para el mando DualSense. Además, el título salió para PC también en 2022, gracias a un port desarrollado por Iron Galaxy.

## Recepción
Uncharted 4: El Desenlance del Ladrón ha recibido muchas críticas de elogio, considerándose uno de los mejores videojuegos del año hasta el momento. El juego ha recibido comentarios muy positivos, destacando su historia, su jugabilidad, sus personajes y los aspectos visuales. Actualmente el título sostiene en Metacritic una puntuación de 93/100. Tal reconocimiento ha tenido, que figuras como Phil Spencer (jefe de Xbox) y Sam Lake (director de Remedy Entertainment) han felicitado a Naughty Dog por el éxito del videojuego.
Meristation le dio una puntuación perfecta de 10/10, considerando a Uncharted 4 como "la mejor obra maestra de Naughty Dog en la última década." En su reseña, Meristation alabó la jugabilidad, los protagonistas, la historia, el modo multijugador y los aspectos visuales. El sitio web Atomix también le dio un 10/10, diciendo que "Uncharted 4 es impresionante, el juego que tu PS4 necesita. Indudablemente uno de los mejores juegos de Naughty Dog y el mejor cierre para una de las series más influyentes entre la industria de los videojuegos contemporánea."
Hobby Consolas le dio una calificación de 98/100. El sitio web mencionó que "El desenlace del ladrón no es sólo el mejor Uncharted, sino la constatación de que el reino de Naughty Dog no es de este mundo. Nathan Drake se ha ganado el paraíso con un juego de película."
IGN España le dio una puntuación de 9.6/10, destacando aspectos positivos sobre los aspectos visuales, la historia y los personajes. "Una auténtica obra maestra de la industria, que eleva todavía más el listón que la propia Naughty Dog había impuesto. Uncharted 4: El Final de un ladrón, lo tiene todo. Posiblemente, el mejor videojuego en lo que llevamos de generación."
3D Juegos le dio una puntuación de 9.5/10, diciendo que "Uncharted 4 es una despedida a la altura de lo que un personaje tan icónico como Nathan Drake requería. Pocos peros se le pueden poner a una obra de sus dimensiones, cargada de contenidos en modo campaña y multijugador, y acreedora de una historia que nos mantiene pegados a la pantalla." Vandal le dio una puntuación de 9.5/10. En su conclusión, mencionó que "Naughty Dog se ha dejado el alma para cerrar las aventuras de Nathan Drake, y se nota desde el primer minuto hasta el último, con un juego que no te deja de sorprender constantemente, por unos motivos u otros. Es el Uncharted más completo en todos los sentidos: la narrativa más elaborada, más plataformas, puzles y exploración que nunca, las escenas de acción mejor diseñadas, que además ahora podemos resolver con sigilo, los escenarios más amplios de toda la serie, y la campaña más extensa, que dura casi el doble que alguna de las entregas anteriores."

### Ventas
Días después de su lanzamiento, Uncharted 4 había vendido 2,7 millones de copias. Posteriormente, en enero de 2017 se informó que el título había vendido casi 9 de millones de copias, convirtiéndose de esa forma en uno de los juegos más exitosos de PlayStation 4. Para octubre de 2019, las ventas de Uncharted 4 superaron las 16 millones de copias.

### Premios
| Año  | Premio               | Categoría                      | Candidato(s) o Candidata(s)            | Resultado |
| ---- | -------------------- | ------------------------------ | -------------------------------------- | --------- |
| 2014 | The Game Awards 2014 | Juego más Esperado             | "Uncharted 4: El desenlace del ladrón" | Nominado  |
| 2015 | The Game Awards 2015 | Juego más Esperado             | "Uncharted 4: El desenlace del ladrón" | Nominado  |
| 2016 | The Game Awards 2016 | Juego del Año                  | "Uncharted 4: El desenlace del ladrón" | Nominado  |
| 2016 | The Game Awards 2016 | Mejor Narrativa                | "Uncharted 4: El desenlace del ladrón" | Ganador   |
| 2016 | The Game Awards 2016 | Mejor Dirección de Juego       | "Uncharted 4: El desenlace del ladrón" | Nominado  |
| 2016 | The Game Awards 2016 | Mejor Dirección Artística      | "Uncharted 4: El desenlace del ladrón" | Nominado  |
| 2016 | The Game Awards 2016 | Mejor Juego de Acción/Aventura | "Uncharted 4: El desenlace del ladrón" | Nominado  |
| 2016 | The Game Awards 2016 | Mejor Actuación                | Nolan North como Nathan Drake          | Ganador   |
| 2016 | The Game Awards 2016 | Mejor Actuación                | Emily Rose como Elena Fisher           | Nominado  |
| 2016 | The Game Awards 2016 | Mejor Actuación                | Troy Baker como Sam Drake              | Nominado  |